# Tom Steels
Tom Steels (født 2. september 1971) er en belgisk tidligere professionel cykelrytter, og nuværende sportsdirektør for Soudal Quick-Step.
Steels specialiserede sig i spurter og semiklassiske løb.
Sin bedste sæson havde han i 1998 da han vandt fire etaper i Tour de France. I alt har han blandt andet ni etapesejre i Tour de France, fire belgiske mesterskaber, og to sejre i Gent-Wevelgem (1996 og 1999).